# Почти люди
«Почти люди» (англ. The Almost People) — шестая серия шестого сезона британского научно-фантастического телесериалa «Доктор Кто». Премьера серии состоялась 28 мая 2011 года на канале BBC One.

## Сюжет
Солнечное цунами заносит ТАРДИС на фабрику-монастырь, находящийся на Земле в XXII веке, где для добычи опасной кислоты используют человеческих двойников.

## Показ
«Почти люди» впервые транслировался во Великобритании на BBC One 28 мая 2011 года. Эпизод обладает самым низким рейтингом в шестом сезоне.